# Batman Ninja
Batman Ninja (ニンジャバットマン Ninja Battoman?) es una película de animación japonesa del año 2018, perteneciente al género de superhéroes, dirigida por Junpei Mizusaki y producida por Warner Bros., que está protagonizada por el personaje de DC Comics Batman. Takashi Okazaki, el creador de Afro Samurai, fue el diseñador de personajes de la película. El primer póster se reveló el 5 de octubre de 2017 y los tráileres se lanzaron más tarde, el 1 de diciembre de 2017. La película se estrenó en Estados Unidos en formato digital el 24 de abril de 2018; fue lanzada en formatos físicos el 8 de mayo y estrenada en cines en Japón el 15 de junio del mismo año. En su versión estadounidense, los escritores Leo Chu y Eric Garcia admitieron haber reescrito la película del guion japonés original escrito por Kazuki Nakashima, y finalmente hicieron dos versiones completamente diferentes de la misma película.

## Argumento
Mientras luchaba contra Gorilla Grodd en el Manicomio Arkham, Batman se queda atrapado en la máquina de desplazamiento temporal del motor Quake de Gorilla Grodd y es enviado al Japón feudal. Allí, es perseguido por un grupo de samuráis que trabajan para el Joker. Durante su escape, Batman se encuentra con Gatúbela, quien revela que todos los demás villanos de Ciudad Gótica llegaron allí dos años antes (debido a que Batman se encontraba en la zona más externa afectada por motor Quake). Él se entera de que todos los principales criminales se han convertido en señores feudales y que se encuentran batallando entre sí para convertirse en emperadores del territorio. Para evitar que los villanos cambien la historia, Batman y Gatúbela deben llegar al motor Quake en el Castillo Arkham (donde anteriormente estaba el asilo). Batman descubre que Alfred Pennyworth también está en el pasado y ha construido una Baticueva fuera de Edo.
Cuando las tropas del Joker emboscan el escondite, Batman se abre camino en su Batimóvil hacia el Castillo Arkham, que se transforma en una fortaleza robótica gigante. Justo cuando Batman se enfrenta al Joker, se ve obligado a irse y salvar a una madre y su hijo, que están debajo, de ser aplastados por la mano del robot. Transforma su Baticinturón en un traje blindado para derrotar al sumo Bane y detener la mano del robot, solo para que la madre se revele como Harley Quinn y lo derribe. Cuando Batman está rodeado por los secuaces del Joker, de repente se lo llevan los ninjas liderados por Eian del Clan Murciélago de Hida. De ellos se entera de que el Clan Murciélago ayudó a Nightwing, Red Hood, Robin y Red Robin a su llegada, y que el clan había seguido una profecía de que un murciélago extranjero restauraría el orden de la tierra. Robin le da a Batman una invitación de Grodd a una fuente termal cercana. Allí, Grodd explica que tenía la intención de enviar a los villanos lejos para poder tomar Ciudad Gótica por sí mismo, pero la interferencia de Batman los envió a todos al Japón feudal en su lugar. Por ello, Batman y Grodd acuerdan trabajar juntos para regresar a Gótica.
Batman, Grodd, Gatúbela, la Familia de Murciélagos y el Clan Murciélago luchan contra el Joker y sus fuerzas junto a un río. Derrotan al Joker y a Harley, pero Grodd recurre a Batman, revelando su alianza con Dos Caras antes de que el Joker y Harley escapen y exploten su propia nave, llevándose a Batman con ellos. Habiendo capturado un convertidor de poder de Harley, Gatúbela intenta negociar con Grodd para traerla de regreso a Gótica; sin embargo, necesitan obtener otros convertidores de potencia del Pingüino, Hiedra Venenosa y Deathstroke para completar el motor de Quake.
Dos días más tarde, Batman se recupera de sus heridas y alienta a la Familia de Murciélagos a aprender los caminos del ninja para derrotar a Grodd. Red Hood localiza el Joker y Harley, pero Batman descubre que perdieron la memoria por la explosión y están viviendo sus vidas como agricultores. Un mes después, los villanos de Gótica movilizan sus robots del castillo para una batalla en Jigokukohara, el "campo del Infierno". Batman lleva a la Familia de Murciélagos y al Clan Murciélago al campo de batalla. Después de derrotar a los otros villanos, Grodd los pone bajo su control mental, con la intención de gobernar el país por sí mismo. El Joker y Harley, sin embargo, llegan por sorpresa y lo atacan, reclamando su castillo a Grodd. La Familia de Murciélagos salva a Gatúbela y a Grodd antes de que el Joker fusione todos los castillos en un súper robot llamado Lord Joker. Un Grodd herido le da a Batman el control de su ejército de monos y Robin les permite fusionarse en un mono samurái gigante para luchar contra el robot Joker. El mono samurái se combina con un enjambre de murciélagos para formar un ser gigante llamado Batgod (Dios Murciélago) y así vencer a Lord Joker antes de que la Familia de Murciélagos ingrese al castillo para luchar contra los villanos. El Joker le revela a Batman que, como granjeros, él y Harley plantaron flores especiales que desencadenaron sus recuerdos una vez que florecieron. Cuando cae el castillo, Batman y el Joker participan en una pelea con espadas samurái. Usando sus habilidades ninjutsu, Batman derrota al Joker.
Con los villanos de Ciudad Gótica derrotados, el Japón feudal se restablece a su estado original y la Familia de Murciélagos lleva a los villanos y a los protagonistas hasta el presente. En una secuencia a mitad de los créditos, se ve a Gatúbela vender armas y muebles de los robots del castillo a una tienda de antigüedades, mientras que Bruce Wayne monta un Batimóvil tirado por caballos a una fiesta organizada por el alcalde.

## Reparto
| Personaje              | Seiyū              | Doblaje inglés    |
| ---------------------- | ------------------ | ----------------- |
| Bruce Wayne/Batman     | Kōichi Yamadera    | Roger Craig Smith |
| Joker                  | Wataru Takagi      | Tony Hale         |
| Selina Kyle/Gatúbela   | Ai Kakuma          | Grey Griffin      |
| Harley Quinn           | Rie Kugimiya       | Tara Strong       |
| Alfred Pennyworth      | Hōchū Ōtsuka       | Adam Croasdell    |
| Gorilla Grodd          | Takehito Koyasu    | Fred Tatasciore   |
| Dick Grayson/Nightwing | Daisuke Ono        | Adam Croasdell    |
| Damian Wayne/Robin     | Yūki Kaji          | Yuri Lowenthal    |
| Jason Todd/Red Hood    | Akira Ishida       | Yuri Lowenthal    |
| Tim Drake/Red Robin    | Kengo Kawanishi    | Will Friedle      |
| Deathstroke            | Junichi Suwabe     | Fred Tatasciore   |
| Hiedra Venenosa        | Atsuko Tanaka      | Tara Strong       |
| Dos Caras              | Toshiyuki Morikawa | Eric Bauza        |
| El Pingüino            | Chō                | Tom Kenny         |
| Bane                   | Kenta Miyake       | Kenta Miyake      |
| Eian                   | Yūji Ueda          | Matthew Yang King |
| Monkichi               | Anna Mugiho        | Anna Mugiho       |
| Monmi                  | Juri Nagatsuma     | Juri Nagatsuma    |

## Mercadotecnia
Bandai lanzó figuras de SH Figuarts de Batman Ninja y el Rey Demonio Joker a mediados del año 2018.
Las figuras de Nendoroid de los personajes de Pop Team Epic Popuko y Pipimi, vestidos como Batman y el Joker, respectivamente, se exhibieron en el panel de Warner Bros. en el AnimeJapan de 2018. Fue sugerido por Junpei Mizusaki en Kamikaze Dōga; el estudio animó tanto esta película como la serie de televisión Pop Team Epic. Las figuras cruzadas fueron acompañadas por un comercial de televisión de 15 segundos, donde Popuko y Pipimi (en los trajes antes mencionados) recrean un boceto de cómics de Pop Team Epic antes de saltar a una escena de Batman Ninja.

## Recepción
En el sitio web de crítica y reseñas Rotten Tomatoes la película tiene una calificación de aprobación del 75% sobre la base de 12 revisiones, con una calificación promedio de 6.5/10.
IGN le otorgó a Batman Ninja un puntaje de 9.7 sobre 10, diciendo que: "DC intentó algo nuevo al traer animadores japoneses visionarios para ofrecer una visión refrescante de uno de los personajes más queridos de la compañía, y el producto final no solo se basó en las grandes adaptaciones que han venido antes, sino que las ha superado".
La película obtuvo $403.930 dólares de las ventas de DVD domésticas y $ 2.346.251 dólares de las ventas nacionales de Blu-ray, con lo que el total de las ganancias domésticas de video casero llegó a los $ 2.750.181 dólares.